# Synagoge (Winterswijk)

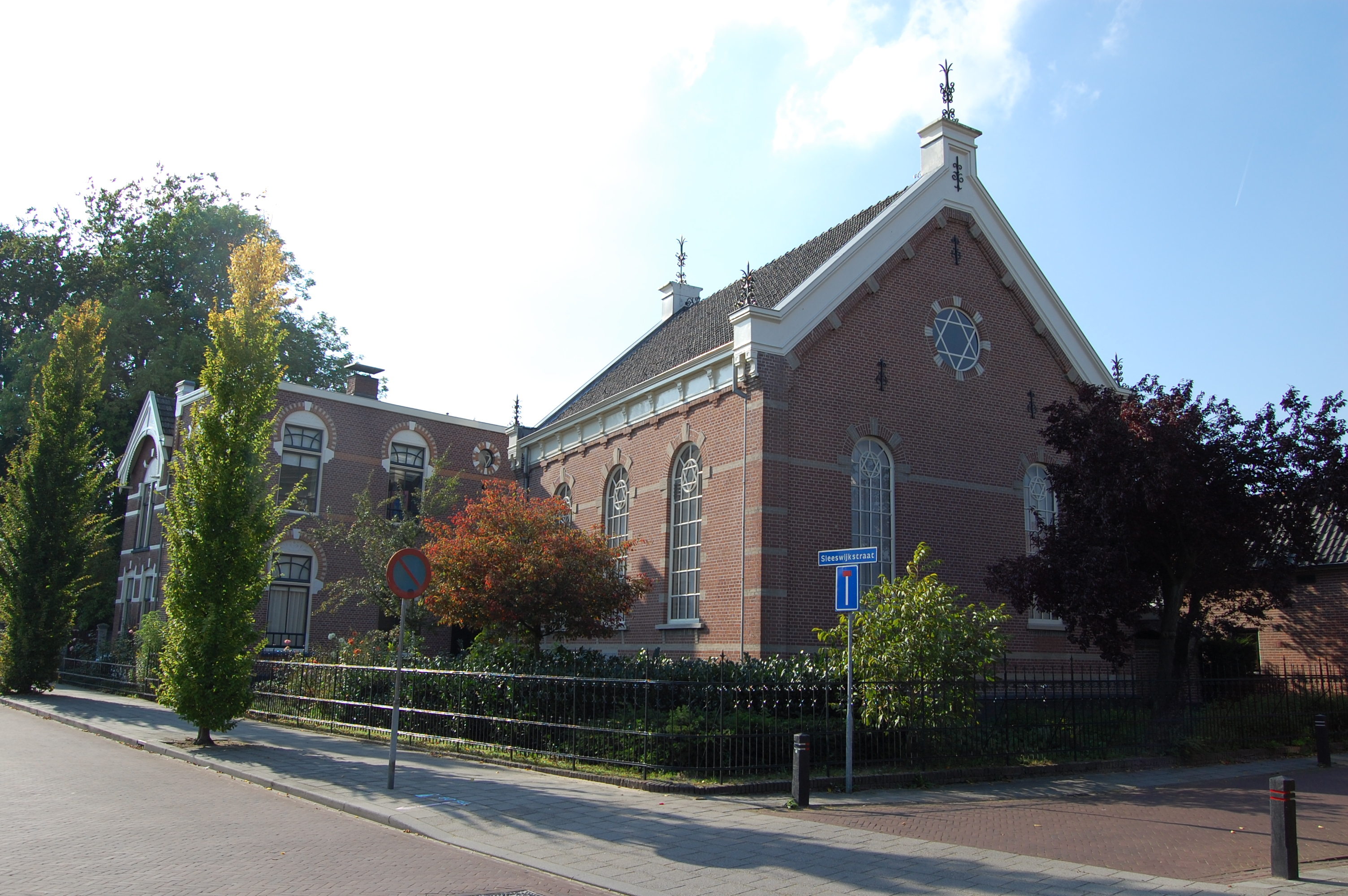
Synagoge in Winterswijk (2007)

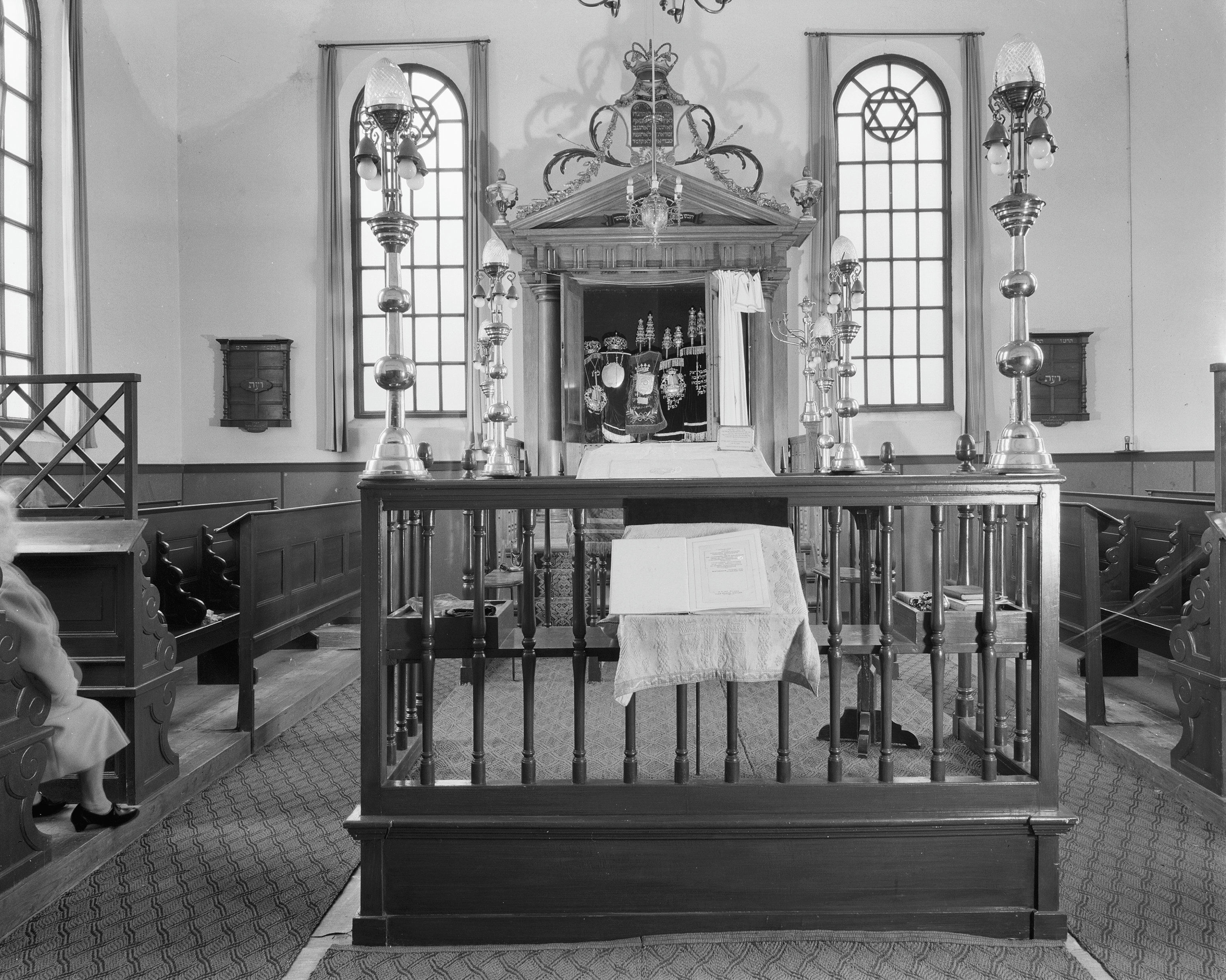
Innenansicht im Jahr 1967

Die Synagoge in Winterswijk, einer Gemeinde in der niederländischen Provinz Gelderland, wurde 1889 errichtet. Die Synagoge an der Spoorstraat 32 ist als Rijksmonument ein geschütztes Kulturdenkmal.
Die ersten Juden sind um 1700 in Winterswijk überliefert. In den 1930er Jahren siedelten sich viele emigrierte Juden aus Deutschland in Winterswijk an. Die Jüdische Gemeinde Winterswijk erreichte 1930 mit 232 Mitgliedern ihren Höchststand.
Die jüdischen Bürger von Winterswijk wurden während des Zweiten Weltkriegs von den deutschen Besatzern verfolgt und viele wurden in den Konzentrationslagern ermordet. Die Besatzer verwüsteten das Innere der Synagoge und missbrauchten sie als Turnhalle. 
Die Synagoge wurde nach der Wiederbegründung der jüdischen Gemeinde im Jahr 1951 neu eingeweiht und letztmals von 1982 bis 1984 renoviert.  